# Stubnitz

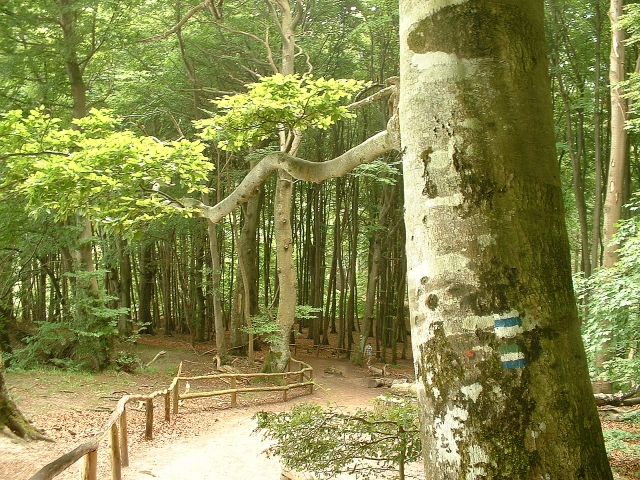
Rotbuchen in der Stubnitz

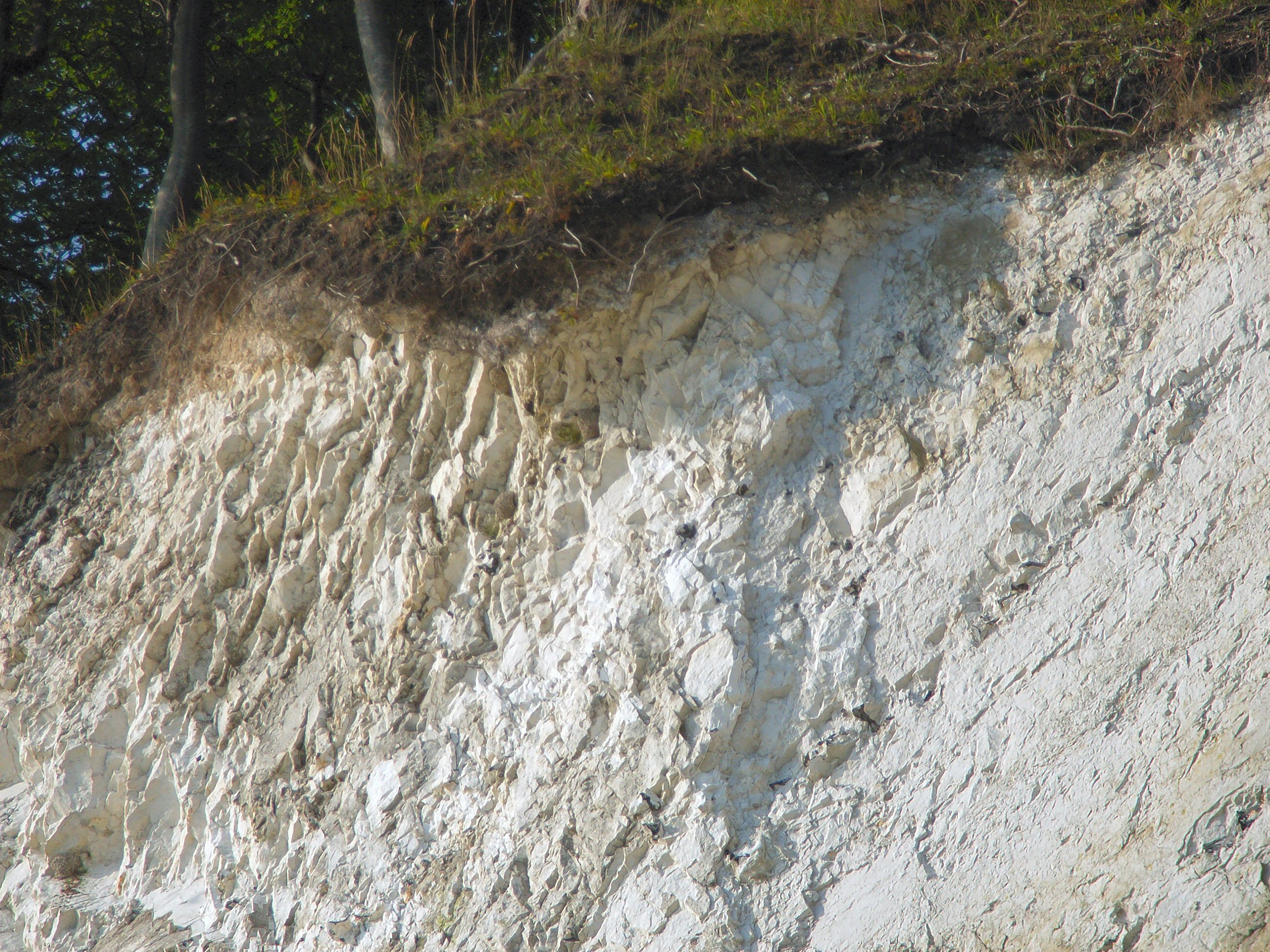
Die äußerst dünne Vegetationsschicht wird an der Abbruchkante des Hochufers besonders gut sichtbar

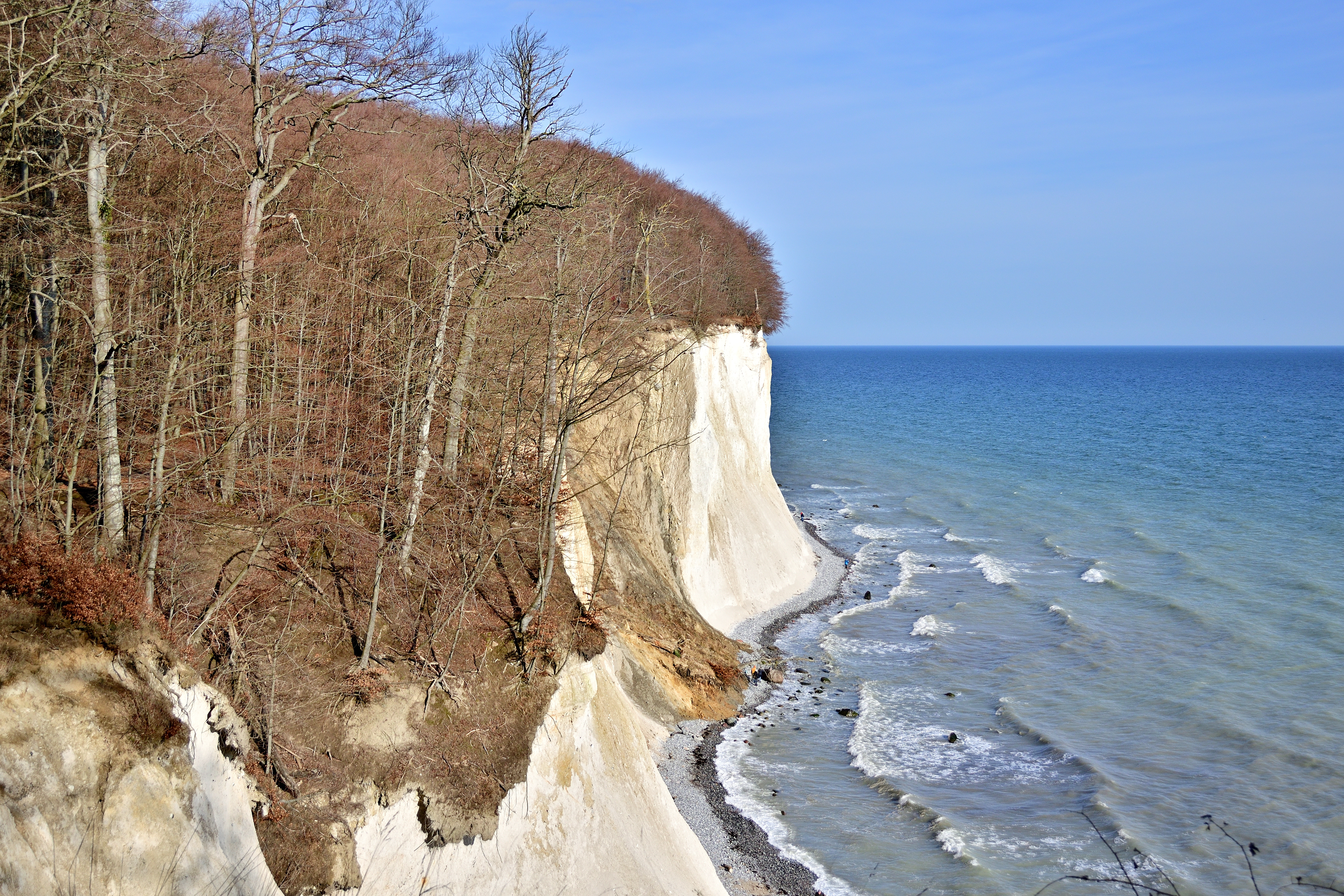
Stubnitz mit Kreidefelsen

Die Stubnitz ist eine ca. 2400 ha große hügelige Waldlandschaft an der Ostküste der Halbinsel Jasmund auf der Ostseeinsel Rügen. Sie erstreckt sich von der Stadt Sassnitz bis zur Ortschaft Lohme und ist heute fast vollständig Bestandteil des 3003 ha großen Nationalparks Jasmund. Der Name Stubnitz ist wahrscheinlich slawischen Ursprungs, es gibt aber in der Literatur die verschiedensten Begriffsdeutungen – von Stufenland bis Waldung mit Bienenkellern.

## Flora
Zwischen dem 12. und 14. Jahrhundert setzte sich in der Stubnitz aufgrund des kühl-feuchten Klimas die Rotbuche (Fagus sylvatica) durch, nachdem dort seit über 6000 Jahren Eichenmischwälder dominiert hatten. In diesem Buchenwald kommen heute vereinzelt auch Ahorn, Eiben, die Elsbeere, Bergulmen und verschiedene Wildobstarten vor, in feuchten Geländemulden und Bachtälern auch Eschen, Bergahorn  und Erlen. Der Anteil gebietsfremder Gehölze (z. B. Nadelbäume und Pappeln) beträgt nur ca. 10 %. Besonders auf den höhergelegenen Flächen ist die Vegetationsschicht über der hunderte Meter mächtigen Kreide sehr dünn. Dies zeigt sich besonders deutlich an der Abbruchkante des Hochufers, aber auch dort, wo sie durch menschliche Einflüsse beschädigt wurde, beispielsweise an Straßen- und Wegrändern.
Unterhalb der dichten Baumschicht haben im Frühjahr nur Frühblüher eine Chance, die die Bodenschicht kurzzeitig mit Farbtupfern versehen (weiß: Sauerklee, Weiße Anemone; gelb: Scharbockskraut, Gelbe Anemone; violett: Veilchen, Lerchensporn). Im Sommer sind Waldmeister, Zwiebel-Zahnwurz, Trespe, Waldschwingel, und vereinzelt auch Nestwurz zu finden.

## Geschichte
Die Stubnitz unterlag über Jahrhunderte einer starken forstwirtschaftlichen Nutzung in der Form der Niederwaldbewirtschaftung. Das sonst durch menschliche Landnutzung fast waldlose Rügen versorgte sich dort mit Bau- und Brennholz und in Köhlereien wurde Holzkohle produziert, die auf der ganzen Insel und darüber hinaus verkauft wurde. Als erste Maßnahme gegen den Raubbau wurden im Jahr 1551 die in die Stubnitz führenden Wege bis auf vier durch Schlagbäume gesicherte Zugänge (Rusewase, Buddenhagen, Hagen und Schwierenz) gesperrt, die später mit Baumhäusern als Unterkünfte für die Waldgrafen versehen wurden. Im Jahr 1586 wurde in einer von Herzog Ernst Ludwig von Pommern erlassenen Verordnung der Holzeinschlag beschränkt.
Im Zeitraum von 1648 bis 1815, als Rügen von den Schweden beherrscht wurde, war die Stubnitz schwedischer Kronwald. Ziel war eine schonende Waldbewirtschaftung. Aufgrund eines königlichen Erlasses wurde die Stubnitz 1731 eingefriedet. Ein Förster und mehrere Holzwärter regulierten nun die Holzentnahme, wobei den Bewohnern Jasmunds und Wittows weiterhin gewisse Mengen an Freiholz zustanden. Ein Verbot der waldschädigenden Hutung (außer für Ziegen) konnte jedoch nicht durchgesetzt werden. 1805 schrieb der Rügener Historiker und Geograf Johann Jacob Grümbke (1771–1849) in seinem Buch Streifzüge durch das Rügenland über den Zustand der Stubnitz unter anderem Folgendes: „Du siehst hieraus, dass die Waldung stark gelichtet wird, und dennoch ist sie noch immer ansehnlich und an manchen Stellen sehr dicht. Allein hohe und dickstämmige Bäume habe ich doch nur selten darin wahrgenommen, die meisten sind jung, von mittelmäßigem Wuchs, und alt lässt sie die vorbeschriebene Gerechtsame der Axt nicht werden“.
Nachdem Rügen 1815 preußisch geworden war, gelang es der königlichen Forstverwaltung, zunehmend die alten Gewohnheitsrechte der Waldweide und der Entnahme von Freiholz stark einzuschränken bzw. später sogar abzuschaffen. In der Mitte des 19. Jahrhunderts setzte auch in der Stubnitz ein verstärkter Kreideabbau ein; so entstand beispielsweise die breite Schlucht des Kieler Bachs durch einen Kreidebruch, der hier bis 1893 in Betrieb war. Als 1926 bekannt wurde, dass der Kreideabbau dort wieder aufgenommen werden sollte, regte sich breiter Protest, der dazu führte, dass die Genehmigung zum Kreideabbau zurückgezogen wurde.

## Naturschutz
Im Jahr 1929 wurden 1500 ha der 2500 ha großen Waldfläche unter Naturschutz gestellt. 1935 wurde eine weitere Schutzverordnung erlassen, die die Stubnitz zum Naturschutzgebiet erklärte. Dieses Schutzgebiet wurde am 1. Oktober 1990 um einen 500 m breiten Küstenstreifen der Ostsee und um das 1986 entstandene Naturschutzgebiet um die Quoltitzer Kreidebrüche ergänzt und zum Nationalpark Jasmund erklärt. 60 % der Waldfläche sind naturnah und deshalb als Kernzone ausgewiesen.